# Elecciones al Parlamento Europeo de 1984 (Groenlandia)
La elección del Parlamento Europeo de 1984 en Groenlandia fue la elección de la delegación del país constituyente Groenlandia del Reino de Dinamarca al Parlamento Europeo en 1984. Esta es la última elección en la que participó Groenlandia antes de la secesión de Groenlandia de la Unión Europea en 1985.

## Resultados
| Partido                         | Partido                 | Votos  | %     | Escaños | +/- |
| ------------------------------- | ----------------------- | ------ | ----- | ------- | --- |
|                                 | Siumut                  | 7,364  | 63,46 | 1       | ±0  |
|                                 | Atassut                 | 4,241  | 36,54 | 0       | ±0  |
| Total                           | Total                   | 11,605 | 100   | 1       | ±0  |
|                                 |                         |        |       |         |     |
| Votos válidos                   | Votos válidos           | 11,605 | 93,95 |         |     |
| Votos nulos y blancos           | Votos nulos y blancos   | 747    | 6,05  |         |     |
| Votos Totales                   | Votos Totales           | 12,352 | 100   |         |     |
| Inscritos/Participación         | Inscritos/Participación | 34,653 | 35,64 |         |     |
| Fuente: Folketingsårbog 1983–84 |                         |        |       |         |     |

## Diputado electo
Hasta el 31 de diciembre de 1984, momento en el cual Groenlandia salió de la Unión Europea y el escaño reservado a Groenlandia fue disuelto y ocupado por John Iversen, diputado danés.
| Candidato  | Partido Nacional | Partido Nacional | Grupo europeo | Grupo europeo | Partido Político Europeo |
| ---------- | ---------------- | ---------------- | ------------- | ------------- | ------------------------ |
| Finn Lynge |                  | Siumut           |               | SOC           | Ninguno                  |